# 16 août dans les chemins de fer
16 juillet 16 septembre
Chronologies thématiques
- Croisades
- Sports
- Disney

## Événements

### XIXesiècle
- 1852 : aux États-Unis, en Californie, création à Sacramento de la Sacramento Valley Rail Road company.  le Président est Charles L. Wilson et vice-président William Tecumseh Sherman.
- 1858 : en France, inauguration du Viaduc de Culoz, sur la ligne de Culoz à Modane.
- 1884 : en Suisse, inauguration de la ligne de Tavannes à Tramelan (compagnie du chemin de fer de Tavannes à tramelan)

### XXesiècle
- 1945 : en France, dans le département de la Loire, à Civens, un car est pris en écharpe par un train de marchandises, faisant 15 morts et 6 blessés.. L'accident a lieu très tôt le matin, les barrières étant fermées. Il serait dû à la négligence de la garde barrière qui aurait ouvert le passage à niveau sur l'insistance du chauffeur de car. Lors du procès, la presse affirma que le signal d'approche du train n'avait pas fonctionné, aucun dysfonctionnement n'ayant toutefois pu être révélé d'après l’enquête de gendarmerie.